# مركز ربح
مركز الربح في الاقتصاد (بالإنجليزية :profit center) هو مركز في مؤسسة أو شركة يتميز بأن عمله يجلب ربحا مباشرا للشركة.
تصنف الشركات عادة أقسام العمل فيها إلى ثلاثة تصنيفات : مراكز تكلفة و مراكز ربح ومراكز استثمارية.

## نظرة عامة
يكون الموظف الإداري الذي يعمل في أحد مراكز الربح للشركة مسؤولا عن الإيرادات والمصروفات، ويكون بالتالي مسؤولا عن الأرباح. أي أنه من واجبات الإداري زيادة نشاطات الشركة التي تؤدي إلى زيادة المبيعات، وبالتالي زيادة وارد الشركة من الأموال، ومن ناحية أخرى عليه تخفيض الأعمال التي تزيد من التكاليف والمصروفات. وعمل مركز الربح يشبه إدارة نشاط تجاري، لأن قسم مركز الربح يعتبر وحدة بذاتها خاص بحساب الإيرادات والمصروفات وبالتالي يمكنها حساب الربح.
يمكن للمؤسسة التجارية تقسيم أقسامها بحسب تصنيف مراكز ربحها بحيث تُعزل إيراداتها ومصروفاتها عن بقية أعمال الشركة، وتُحدد بذلك أرباحها. وفي العادة تفصل مراكز الربح عن بعضها بسبب الحسابات بحيث تستطيع الإدارة متابعة أرباح كل قسم وتقارن كفاءة كل منها. ومن الوحدات التي تنتمي إلى تصنيف مركز ربح مثلا محل للبيع، والمؤسسة التجارية، والمؤسسة الاستشارية، وكل من هؤلاء يمكن قياس مدى نجاحهم في تحقيق الأرباح.
وحساب مركز الربح تساعد الشركة على التفرقة بين الأقسام التي تجني أرباح عن الأقسام التي تكلف خسائر، ويمكنها تقدير عمل كل موظف.

## اقرأ أيضًا
- مركز تكلفة
- مركز استثماري
- نظارة الحسابات
- تخصيص الأموال
- حجم الأعمال (اقتصاد)
- وكالة استخدام
- وقت العمل
- استخدام
- فائض مكتسب
- صافي الربح